# スクリプト (アメリカンコミック)
アメリカンコミックにおけるスクリプト（英: script）とは、制作過程で作成される文書で、物語と台詞を詳しく描写したもの。日本の漫画でいう原作、テレビ番組や映画でいう脚本や台本 (英: teleplay, screenplay) にあたる。
コミック制作では、スクリプト以前にプロット概要が作られることがある。スクリプトが書かれると、ほとんどの場合作画家がそれをもとに下絵を描いてペンを入れ、その後に彩色とレタリングが施される。コミックのスクリプトに決められた書式はないが、メインストリーム・コミックの業界には主流のスタイルが二つある。フルスクリプト（一般的に「DCスタイル」と呼ばれる）と、プロットスクリプト（「マーベルスタイル」とも）である

## フルスクリプト
このスタイルで書くライターは、ストーリーを頭からページやコマに分割していき、キャプションや吹き出し内の文章だけでなく、それぞれのコマに描くべきアクションやキャラクターを書き綴っていく。時には背景や「カメラ位置」も含まれる。何十年にもわたって、DCコミックス社の刊行物は主にこのフォーマットでスクリプトが書かれてきた。
コミックライターのピーター・デイヴィッドは、自身がフルスクリプトを書く流儀をこう説明している。「ページごとにコマ割りをして、コマA、コマBと記号を振っていく。それぞれのコマに何を描くか説明文を作ってから、吹き出しに番号を付けながら台詞を書く。コマをABCで、吹き出しを数字で指定するのは、レタラーが取り違えないようにするためだ」。

## プロットスクリプト
プロットスクリプトと呼ばれる書き方では、作画家がライター（プロッターとも）から与えられるのは完全なスクリプトではなく、ストーリーの概要である。ページごとに詳細なプロットを作るのは作画家の役目で、ライターはそれに即して台詞を書く。この方式は、1960年代のマーベル・コミックスにおいて、ライター兼エディターのスタン・リーと作画家のジャック・カービーやスティーヴ・ディッコによって盛んに行われたため、「マーベル・メソッド」「マーベル・ハウススタイル」と呼ばれるようになった。
コミック史家マーク・エヴァニアはこう書いている。「新しい共同制作方式は … 必要に迫られて誕生したものだった。スタン[・リー]は仕事を抱え込み過ぎていたし、ジャック[・カービー]の物語作りの巧さを利用しない手はなかった。… 時によって、スタンはプロットの概要をタイプして作画家に手渡した。時にはタイプさえしなかった。」コミックライター兼エディターであるデニス・オニールの説明によると、マーベル・メソッドでは「ライターがやることは、まずプロットの作成だ。ペンシル画（下絵）ができたらそこに文章を付ける」「60年代半ばには、タイプ文1ページより長いプロットを書くことはまずなかったし、もっと短いのはしょっちゅうだった … [しかし後の時代には、] 22ページのコミックのために25ページ以上のプロットを書くことも珍しくないし、断片的に台詞を入れておくこともある。だからマーベル・メソッドのプロットといっても、2・3段落の殴り書きから、もっと長くて複雑なものまで色々なんだ」
スタン・リーによると、マーベル・メソッドは1961年にすでに一人の作画家によって確立されていた。リーは2009年に、かつて作画家スティーヴ・ディッコとともに多数制作した「5ページの短い穴埋めコミック・ストリップ」について語っている。リーはそれらが「わが社のコミックブックでページが余ったものがあれば何にでも載った」という。掲載誌は主に『アメイジング・ファンタジー』だったが、スーパーヒーロー物の隆盛以前には、『アメイジング・アドベンチャー』をはじめとするSF/ファンタジーのアンソロジー誌にも載っていた。「そのころはよくオー・ヘンリー風に結末をひねった変な空想話を思いついた。そのプロットをスティーヴに一言で説明すれば、あとは全部やってくれた。私が伝えた大ざっぱな骨格から優れた芸術作品を生みだしてくれる。私なんかが考えていたよりはるかに出来のいいものを」。
コミック制作者や業界関係者の言葉によれば、マーベル・メソッドにはフルスクリプトと比べて次のような利点がある。(1) 作画家はどちらかというと視覚的に思考するので、シーンをどのように絵に落とし込むかについてはライターよりも優れていることが多い、(2) 作画家が自由に描ける、(3) ライターにとって負担が少ない。逆に欠点としては、(1) 優秀な作画家がライターとしても優秀だとは限らず、プロット作りやストーリー展開のような部分に悩む者もいる、(2) 作画家が実質的にライターの仕事を分担しているのに、その分の報酬を得られない不公平性、(3) 作画家が膨らませた部分がライターの作風と衝突する可能性などが挙げられている。
作画家とライターの役割の境界があいまいであるマーベル・メソッドは、両者の間に軋轢を生む原因にもなってきた。スタン・リーと多数の共作を行ったジャック・カービーとスティーヴ・ディッコの二人は、当時のマスコミがリーをコミックブームの立役者としてもてはやす一方で自分の貢献に十分な認知と報酬が得られていないと感じ、相次いでマーベルを去った。カービーは共作におけるリーの役割が実際には小さいものだったと主張している。晩年のインタビューで1950年代末のモンスター作品について尋ねられたカービーは、プロットの構想からペンシル画原稿の作成までを独力で行い、ストーリーの説明や台詞を付けてマーベルに納入していたと語った。

### カーツマン・スタイル
プロットスクリプトの変種として、ハーヴェイ・カーツマンに端を発するスタイルがある。ライターがストーリーをラフ原稿もしくはラフスケッチに起こし、そこにキャプションや台詞を書き入れておく方法である。作画家（この場合ライターを兼ねることが多い）はラフ画に肉付けしたものを原稿用紙に描き出していく。ライター兼作画家のフランク・ミラーやジェフ・スミス、アーチー・グッドウィンはこのスタイルを好んでいる。

### ECスタイル
ECコミックスの発行者でカーツマンの著作を出していたウィリアム・ゲインズに由来するECスタイルは、カーツマン・スタイルと似ているが、ライターが詳細に書き込んだプロットを作画家に渡し、作画家が原稿上にコマ割りを行うというものである。ライターはキャプションと台詞を作り、原稿に貼り付ける。その後に作画家は貼られた文章と合うようにストーリーを絵にしていく。このように手間のかかる制約の多い方法なので、現在では一般的ではない。ECスタイルに近い方法を取っていた最後の作画家はジム・アパロであった。